# Heterolocha laminaria
Heterolocha laminaria är en fjärilsart som beskrevs av Herrich-Schäffer 1852. Heterolocha laminaria ingår i släktet Heterolocha och familjen mätare. Inga underarter finns listade i Catalogue of Life.